# 猩猩

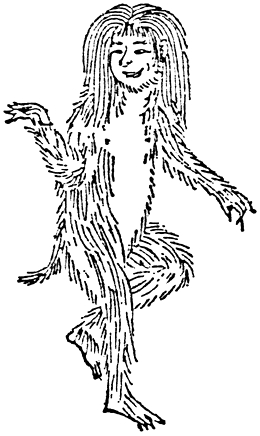
猩猩 （和漢三才図会）

猩猩（しょうじょう、猩々）は、古典書物に記された動物。
能の演目である五番目物の曲名『猩猩』が有名であるが、中国の海棲の精霊と言う設定の猩猩（後シテ）が、真っ赤な能装束で着飾り、酒に浮かれながら舞い謡う。
本来は中国の古典書物で、人語をあやつる、または解する獣とされ、酒を好むという記述も古い。海棲と言うのは日本独自の設定である。
『本草綱目』（1596年）では猩猩は中国属州交趾郡（ベトナム）産の野獣とし人面獣身で、地毛は黄色である等とまとめるが、その血でもってその毛皮を染める風習が西胡地域にあったと述べている。

## 概説
正しくは「狌狌」とつくり、哀牢（現今雲南省の民族名。シャン族、タイ族）の地や交趾（）（ベトナム）に棲み、毛色は黄色で声は子供のようだが、時に犬が吼えるように振る舞い、人の言葉を理解し、人の顔や足を持ち、酒を好む動物とされる。このように明朝の『本草綱目』に詳しいが、これは古代や唐代の文献などからの内容が編纂されている。
毛色や棲んでいるとされる地域など伝承の違いがあるものの、日本の猩々への印象と共通している。しかし、中国の書物に記される一説では豚に似ている、あるいは犬に似ているなど、姿や特徴に幅があり多様な生き物となっているが、どちらもオランウータンがルーツになっている。
『本草綱目』「猩々」の項の現代訳では、オランウータン種に同定している。
猩々が海に棲むというのは、能楽などでの日本特有の設定である。

### 物言う禽獣
中国の儒学において、猩々は物を言えるが、禽獣の類の域を出ないとする（『礼記』、前1世紀）。これは鸚鵡（オウム）もまた物を言えることを引き合いにしている。
仏教でもまた、猩々や猿を孔雀・鸚鵡などの鳥と同じ「二足歩行」の分類に属すとしている（『十誦律』、5世紀訳出）。
猩々は物を言えるとする（『礼記』）に反して、物は言えない（郭義恭『廣志』、3世紀）という対立意見がある、言えるという伝承の方が根強く、日本でもそう伝わる（『和名抄』）。猩猩の知能について、過去を知るが、未来を知らずともされている（『淮南子』、前2世紀）。

### 酒好きと捕獲法
猩猩が酒好きで履物に好奇心を示すので、これを利用して捕獲するという記述が幾つかの漢籍の文献に見える。
その先鞭としては、猩々を「北方の獣名で人面獣身、黄色」とした上で、人のように歩き走り、人の名前を知り、酒を嗜む、という記述がみえる（高誘。前掲『淮南子』の注、西暦212年）。
そして唐代の著述家らが、猩々は酒と屐/草屐（ぞうり）を好み、それを使って猩々を誘い捕らえることに成功したとしている（李肇『唐国史補』）。
『本草綱目』では阮汧を引いて触れているが、この阮汧は交趾（北ベトナム）の封溪県に派遣された唐代の使節だったので、現地の里人がこの捕獲法を実践していたという報告をしたのである。
江戸時代にはすでにオランウータンが日本にもたらされているが、松浦静山『甲子夜話』続編は、寛政4年(1792年)に献上された個体の素描画を掲載し、この生物は"酒ならびに湯を好む"（飲酒と入浴）としており、猩々と共通することを示している。

### 毛皮の血染め
その地毛は「黄にして猨の如く」だが、西故では罽毛（もうけい、＝毛氈）を猩々の血で染める技法があり、それは黒ずまない、と『本草綱目』に記述がある。染料の血は、猩々を殺さずに採取するようであり、刺し抜く際には箠（むちう）つが、その回数を相手に問い、一斗取れたら限度とする。この血染めを伝えたのは東晋の『華陽国志』で、そこには猩々が哀牢国の特産物だと記すので、哀牢の夷国（雲南省）にもいるという裏付けになる。
馬端臨（1323年没）によれば四川に猩々がおり、血が染料の材料に使われた。またギヨーム・ド・リュブルック『東遊記』によれば、著者が元帝国モンゴルを訪れた道程で、鮮やかな赤い衣服を着た僧侶（中国僧とされるが、じつはラマ僧か？）に遭い（1254年）、その談話として、「シンシン」という腕尺ほどの獣を酒で酔わせ、頸の静脈から三、四滴ほど血を採取して染色に使うのだという説明を聴聞している。
狂言『猩々』においては、血を採取するとき殺してしまう。台本によれば、「猩々皮」と称す染物を作るとき、猩々を酒を入れた壺に鞋（柄杓）を添え置いておびき寄せるが、命をとられるとは知らずに飲んで泥酔し、収され（殺されて）「やうやうの血を取」られる。
寺島良安『和漢三才図会』の「猩猩」項に序文があり、漢籍（『本草綱目』等）の本文では黄毛と書かれているのでこれが正しいとし、当時の日本で猩猩は紅髪と思われているが間違いだとする。。

## 能
舞台は古代中国であり、中国の文献、特に前掲の『唐国史補』に取材するとされる。

### あらすじ
能の『猩々』のあらすじは以下のとおりである。
むかし、潯陽江（揚子江）の傍らにある金山に、親孝行者の高風（こうふう）（ワキ）という男が住んでいた。高風は市場で酒を売れば多くの富を得るだろうという、神妙な夢を見てお告げに従い市場で酒を売り始める。
酒売りは順調に進んだが、毎日高風の店に買いに来る客の中に、いくら飲んでも顔色が変わらず、酒に酔う様子がない者がいた。不思議に思った高風が名前を尋ねると、自分は猩々と言う海中に住む者だと答えて立ち去る（中入り）。
そこで高風は美しい月夜の晩、潯陽江の川辺で酒を用意し猩々を待っていると、水中の波間より猩々が現れる（後シテ）。共に酒を酌み交わし、舞を舞い踊り（中之舞、または猩々乱（みだれ））、やがて猩々は高風の徳を褒め、泉のように尽きることのない酒壷を与えて帰ってゆくのであった。
このように乱（みだれ）というのは、本来は演出（小書）なのだが、これが使われる場合は演目の名前として大書される。また、これに対して「置壺」「和合」「七人猩々」などの小書がつく。

### 舞踊の解説
古くは猩々が素性を明かす所までを、前場で演じていた。しかしめでたい内容のことから、1日の最後に祝言能として前場を略した半能形式で上演されることが多く、現在では観世流などいくつかの流儀において、半能形式の後場だけで一曲となっている。
後シテが一人で舞うのが常の型だが、「双之舞」（観世・金春）、「和合」（宝生）、「和合之舞」（金剛）、「二人乱」（喜多）などの小書がつくと、シテとツレの二人の猩々を出し、連舞になる。「置壺」（観世・金剛）、「壺出」（喜多）の小書では、正先の壷から柄杓で酒を酌む型が加わる。
舞は中之舞が常であるが、実際にはこれで演じられることは少年の初シテなどの特殊な場合をのぞけばほとんどなく、乱の小書つきに変る（その場合、曲名を「猩々乱乱特有の囃子と舞」もしくは「乱」とする）。乱は「猩々」と「鷺」にしかない特殊な舞で、中之舞の中央部分に乱特有の囃子と舞を挿入するかたちになっている。水上をすべるように動く猩々の様を見せるために足拍子を踏まず、ヌキ足、乱レ足、流レ足といった特殊な足使いをし、さらに上半身を深く沈めたり、頭を振るしぐさが加わる。能において爪先立ちして舞を舞うのは、乱の流レ足くらいにしか見られない特殊な例である。このため、乱は能楽師の修行の過程において、重要な階梯であると考えられ、初演を披きとして重く扱う。通常は「道成寺」の前に披くことが多い。

### 能装束の解説
出立は赤頭（赤髪）、赤地の唐織、緋色の大口（または半切）で、足袋以外はことごとく赤色である。頭については、通常の赤頭は白毛を一筋加えたものを用いるが、「猩々」と「石橋」、海女に小書が付いた場合に限って赤毛のみの頭を使うとされている。面は猩々という専用の面。顔に赤い彩色をほどこし、目元と口に笑みをうかべている。慈童で代用することもあるが一般的ではない。

### 他の謡曲・狂言
謡曲には「猩々」「大瓶猩々（たいへいしょうじょう）」「龍宮猩々」の三曲あるが、「龍宮猩々」では伊豆三崎の浜辺の漁父が、網にかかった猩々を逃がし、その礼に汲んでも尽きない不老の水（酒）が湧く宝の壺を受け取る。
また狂言「猩々」で、殺して血を採取する筋書きであることは既に触れた。
地方では山形県の黒川能や遊佐町杉沢地区の杉沢比山番楽（神楽）、新潟県の大須戸能の演目である。

## 民俗芸能

鳥取県境港市・水木しげるロードに設置されている「麒麟獅子と猩猩」のブロンズ像

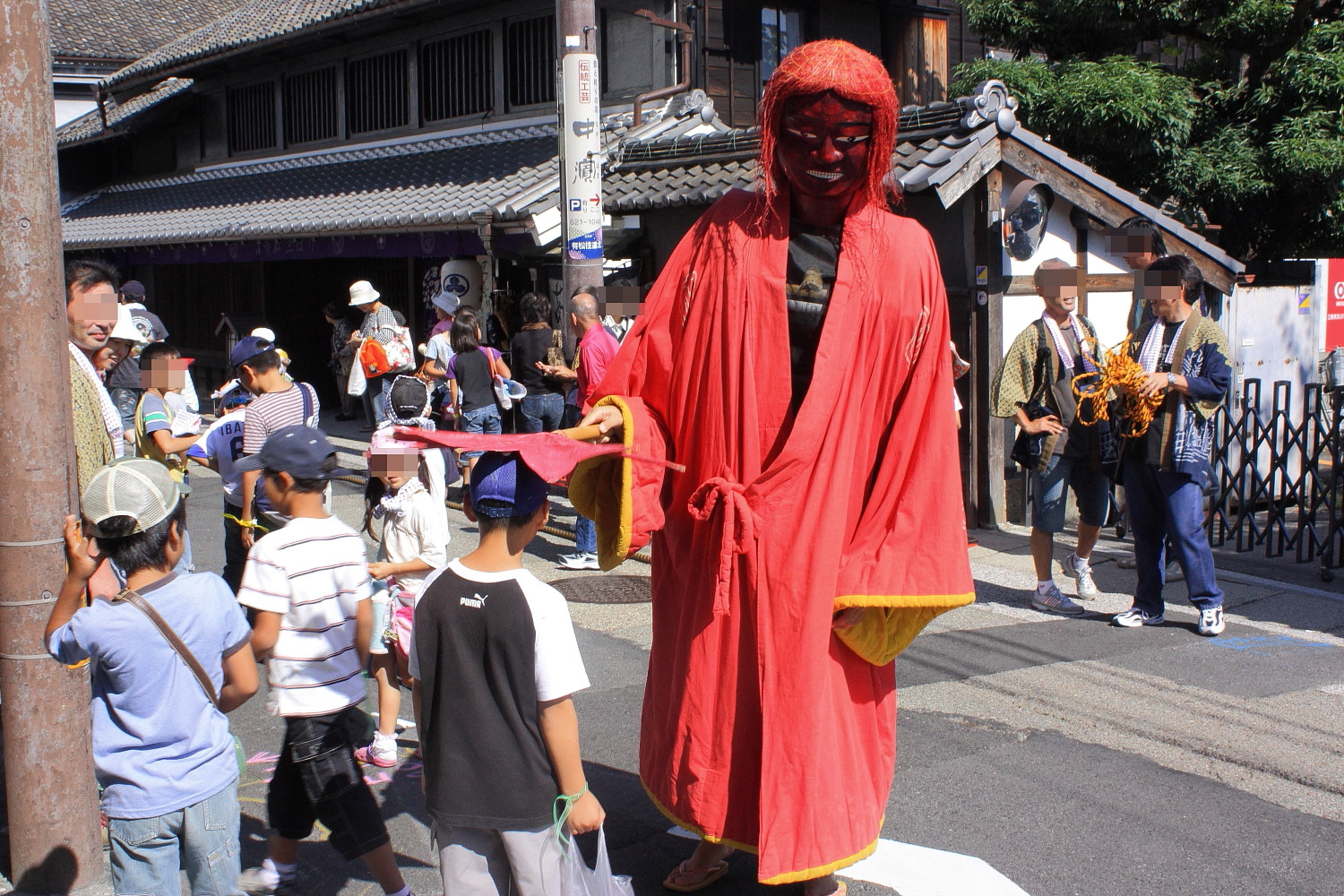
有松天満社例祭に登場する猩々（愛知県名古屋市緑区、2009年（平成21年））。子供の頭を撫でている。

特に日本では、各種の説話や芸能によってさまざまなイメージが付託されて現在に及んでいる。しかし、伝説のため、さまざまな説がある。七福神の一人として寿老人の代わりに入れられた時代もある。

### 地方色
宮城県、岩手県、山梨県、富山県、兵庫県、和歌山県、鳥取県、山口県など各地の伝説や昔話に登場する。江戸中期に甲府勤番士の著した地誌書『裏見寒話』では、山梨県の西地蔵岳で猟師が猩猩に遭って銃で撃った話があるが、そのほかの地域では猩猩はほとんど海に現れている。
富山県の氷見市や新湊市（現・射水市）の海に現れるという猩猩は、身長1メートルほどで、船に上がってきて舳先に腰をかけるという。ときには6、7匹も乗り込んでくるが、船乗りが驚いて騒いだりすると猩猩は船をひっくり返してしまうため、船乗りは黙って船底に打ち伏したという。
山口県屋代島（周防大島）でいう猩猩は船幽霊のように語られており、船に対して海底から「樽をくれ」と声をかけ、樽を投げ込まないと祟りがあるが、樽を投げ入れると船に水を入れられて沈められてしまうため、樽の底を抜いて投げ込んでやるという。

### 猩々祭り
猩々祭りは旧東海道鳴海宿を中心とした地域で行われる。猩々人形が子供達を追いかけ、大きな赤い手でお尻を叩こうとする。叩かれた子は夏病にかからないという。こういった風習は愛知県の名古屋市緑区を中心とする地域（名古屋市南区、東海市、大府市、豊明市など）に見られ、この地域の祭礼には、猩猩が欠かせないものとなっている。最近はお尻を叩かず、頭を撫でる。猩々人形は赤い顔の面と上半身分の竹枠組みで出来ておりその上から衣装で覆うもので、大人がこれをかぶると身長2メートル以上の巨人となる。

## 転義・名祖
能の印象から転じて大酒家や赤色のものを指すこともある。

### 生物の漢名・和名として
オランウータンの漢名に合わせてチンパンジーの和名は黒猩猩（くろしょうじょう）、ゴリラの和名は大猩猩（おおしょうじょう）とされた。
また、ショウジョウバエは、酒に誘引される性質から猩猩になぞらえて名づけられた。他にも赤みの強い色彩を持つ生物には、しばしばショウジョウ……の名が付されることがある。
- ショウジョウエビ（猩猩海老）
- ショウジョウカ（猩猩花）
- ショウジョウガイ（猩猩貝）
- ショウジョウコウカンチョウ（猩猩紅冠鳥）
- ショウジョウコオロギ（猩猩蟋蟀)
- ショウジョウガニ（猩猩蟹）
- ショウジョウサギ（猩猩鷺）
- ショウジョウスゲ（猩猩菅）
- ショウジョウソウ（猩猩草）
- ショウジョウトキ（猩猩朱鷺）
- ショウジョウトンボ（猩猩蜻蛉）
- ショウジョウバエ（猩猩蝿）
- ショウジョウバカマ（猩猩袴）
- ショウジョウヒワ（猩猩鶸)
- ショウジョウボク（猩猩木）
- 「ショウジョウ」で始まるページの一覧
- タイトルに「ショウジョウ」を含むページの一覧